# Таррега, Сесар
Се́сар Та́ррега Реке́ни (исп. César Tárrega Requeni; 26 февраля 2002, Альдая, Испания) — испанский футболист, защитник клуба «Валенсия Месталья».

## Клубная карьера
2 декабря 2021 года Таррега дебютировал за основную команду «Валенсии» в матче Кубка Испании против клуба «Утрильяс».
16 сентября 2023 года Сесар впервые сыграл за «летучих мышей» в чемпионате Испании в матче против «Атлетико Мадрид».